# Південна Корея на Чемпіонаті світу з водних видів спорту 2015
Південна Корея взяла участь у Чемпіонаті світу з водних видів спорту 2015, який пройшов у Казані (Росія) від 24 липня до 9 серпня.

## Стрибки у воду
Південнокорейські спортсмени кваліфікувалися на змагання з індивідуальних та синхронних стрибків.
Чоловіки
| Спортсмен            | Дисципліна                   | Попередні змагання | Попередні змагання | Півфінали       | Півфінали       | Фінал           | Фінал           |
| Спортсмен            | Дисципліна                   | Очки               | Місце              | Очки            | Місце           | Очки            | Місце           |
| -------------------- | ---------------------------- | ------------------ | ------------------ | --------------- | --------------- | --------------- | --------------- |
| Кім Йон Нам          | Трамплін, 1 метр             | 317.20             | 22                 | Н/Д             | Н/Д             | Завершив виступ | Завершив виступ |
| Кім Йон Нам          | Трамплін, 3 метри            | 416.85             | 20                 | Завершив виступ | Завершив виступ | Завершив виступ | Завершив виступ |
| Кім Йон Нам          | Вишка, 10 метрів             | 427.30             | 18 Q               | 389.05          | 17              | Завершив виступ | Завершив виступ |
| У Ха Рам             | Трамплін, 1 метр             | 378.60             | 7 Q                | Н/Д             | Н/Д             | 399.55          | 9               |
| У Ха Рам             | Трамплін, 3 метри            | 423.80             | 13 Q               | 450.90          | 12 Q            | 491.50          | 7               |
| У Ха Рам             | Вишка, 10 метрів             | 382.65             | 28                 | Завершив виступ | Завершив виступ | Завершив виступ | Завершив виступ |
| Кім Йон Нам У Ха Рам | Синхронний трамплін, 3 метри | 368.88             | 15                 | Н/Д             | Н/Д             | Завершив виступ | Завершив виступ |
| Кім Йон Нам У Ха Рам | Синхронна вишка, 10 метрів   | 417.24             | 7 Q                | Н/Д             | Н/Д             | 421.80          | 7               |

Жінки
| Спортсменка         | Дисципліна                   | Попередні змагання | Попередні змагання | Півфінали        | Півфінали        | Фінал            | Фінал            |
| Спортсменка         | Дисципліна                   | Очки               | Місце              | Очки             | Місце            | Очки             | Місце            |
| ------------------- | ---------------------------- | ------------------ | ------------------ | ---------------- | ---------------- | ---------------- | ---------------- |
| Кім На Мі           | Трамплін, 1 метр             | 241.10             | 13                 | Н/Д              | Н/Д              | Завершила виступ | Завершила виступ |
| Кім На Мі           | Трамплін, 3 метри            | 112.25             | 47                 | Завершила виступ | Завершила виступ | Завершила виступ | Завершила виступ |
| Кім Су Чі           | Трамплін, 1 метр             | 247.10             | 11 Q               | Н/Д              | Н/Д              | 258.50           | 8                |
| Кім Су Чі           | Трамплін, 3 метри            | 238.60             | 34                 | Завершила виступ | Завершила виступ | Завершила виступ | Завершила виступ |
| Кім Су Чі           | Вишка, 10 метрів             | 295.00             | =24                | Завершила виступ | Завершила виступ | Завершила виступ | Завершила виступ |
| Ко Ин Чі            | Вишка, 10 метрів             | 255.00             | 32                 | Завершила виступ | Завершила виступ | Завершила виступ | Завершила виступ |
| Кім На Мі Кім Су Чі | синхронний трамплін, 3 метри | 252.66             | 13                 | Н/Д              | Н/Д              | Завершили виступ | Завершили виступ |
| Кім Су Чі Ко Ин Чі  | синхронна вишка, 10 метрів   | 273.42             | 12 Q               | Н/Д              | Н/Д              | 271.11           | 12               |

Змішаний
| Спортсмени         | Дисципліна | Фінал  | Фінал |
| Спортсмени         | Дисципліна | Очки   | Місце |
| ------------------ | ---------- | ------ | ----- |
| У Ха Рам Кім На Мі | Команда    | 331.95 | 12    |

## Плавання
Південнокорейські плавці виконали кваліфікаційні нормативи в дисциплінах, які наведено в таблиці (не більш як 2 плавці на одну дисципліну за часом нормативу A, і не більш як 1 плавець на одну дисципліну за часом нормативу B):
Чоловіки
| Спортсмен    | Дисципліна           | Попередній заплив | Попередній заплив | Півфінал        | Півфінал        | Фінал           | Фінал           |
| Спортсмен    | Дисципліна           | Час               | Місце             | Час             | Місце           | Час             | Місце           |
| ------------ | -------------------- | ----------------- | ----------------- | --------------- | --------------- | --------------- | --------------- |
| Пак Сон Гван | 100 м вільним стилем | 50.53             | 47                | Завершив виступ | Завершив виступ | Завершив виступ | Завершив виступ |
| Пак Сон Гван | 50 м на спині        | 25.33             | 19                | Завершив виступ | Завершив виступ | Завершив виступ | Завершив виступ |
| Пак Сон Гван | 100 м на спині       | 54.80             | 25                | Завершив виступ | Завершив виступ | Завершив виступ | Завершив виступ |

Жінки
| Спортсменка   | Дисципліна           | Попередній заплив | Попередній заплив | Півфінал         | Півфінал         | Фінал            | Фінал            |
| Спортсменка   | Дисципліна           | Час               | Місце             | Час              | Місце            | Час              | Місце            |
| ------------- | -------------------- | ----------------- | ----------------- | ---------------- | ---------------- | ---------------- | ---------------- |
| Ан Се Хьон    | 50 м батерфляєм      | 26.90             | =26               | Завершила виступ | Завершила виступ | Завершила виступ | Завершила виступ |
| Ан Се Хьон    | 100 м батерфляєм     | 58.24             | 9 Q               | 58.44            | 13               | Завершила виступ | Завершила виступ |
| Чо Х'юн-дзьо  | 400 м вільним стилем | 4:15.39           | 26                | Н/Д              | Н/Д              | Завершила виступ | Завершила виступ |
| Чо Х'юн-дзьо  | 800 м вільним стилем | 8:57.66           | 32                | Н/Д              | Н/Д              | Завершила виступ | Завершила виступ |
| Чон Силь Гі   | 100 м брасом         | 1:10.19           | 37                | Завершила виступ | Завершила виступ | Завершила виступ | Завершила виступ |
| Чон Силь Гі   | 200 м брасом         | 2:31.85           | 33                | Завершила виступ | Завершила виступ | Завершила виступ | Завершила виступ |
| Нам Ю Сун     | 200 м комплексом     | 2:16.58           | 26                | Завершила виступ | Завершила виступ | Завершила виступ | Завершила виступ |
| Нам Ю Сун     | 400 м комплексом     | 4:43.83           | 18                | Н/Д              | Н/Д              | Завершила виступ | Завершила виступ |
| Пак Хан Бьоль | 50 м на спині        | 28.85             | 24                | Завершила виступ | Завершила виступ | Завершила виступ | Завершила виступ |
| Пак Хан Бьоль | 100 м на спині       | 1:02.12           | 36                | Завершила виступ | Завершила виступ | Завершила виступ | Завершила виступ |
| Пак Чін Йон   | 100 м батерфляєм     | 59.74             | 30                | Завершила виступ | Завершила виступ | Завершила виступ | Завершила виступ |
| Пак Чін Йон   | 200 м батерфляєм     | 2:09.62           | 14 Q              | 2:09.21          | =14              | Завершила виступ | Завершила виступ |
| Пак Су Джін   | 200 м батерфляєм     | 2:11.07           | 20                | Завершила виступ | Завершила виступ | Завершила виступ | Завершила виступ |
| Ян Чжи Вон    | 50 м брасом          | 32.63             | 43                | Завершила виступ | Завершила виступ | Завершила виступ | Завершила виступ |
| Ян Чжи Вон    | 200 м брасом         | 2:29.24           | 25                | Завершила виступ | Завершила виступ | Завершила виступ | Завершила виступ |

## Синхронне плавання
Двоє південнокорейських синхронних плавчинь кваліфікувались у таких дисциплінах.
| Спортсменка           | Дисципліна              | Попередні змагання | Попередні змагання | Фінал            | Фінал            |
| Спортсменка           | Дисципліна              | Очки               | Місце              | Очки             | Місце            |
| --------------------- | ----------------------- | ------------------ | ------------------ | ---------------- | ---------------- |
| Ум Джі-ван            | соло, технічна програма | 70.6077            | 21                 | Завершив виступ  | Завершив виступ  |
| Ум Джі-ван            | соло, довільна програма | 72.5000            | 23                 | Завершив виступ  | Завершив виступ  |
| Ум Джі-ван Вон Джі-су | дует, технічна програма | 69.4136            | 33                 | Завершили виступ | Завершили виступ |
| Ум Джі-ван Вон Джі-су | дует, довільна програма | 71.9333            | 31                 | Завершили виступ | Завершили виступ |